# Йоахім Маттерн
Йоахім Маттерн (нім. Joachim Mattern, нар. 2 травня 1948, Бесков, Німеччина) — видатний німецький веслувальник на байдарках, олімпійський чемпіон та срібний призер Олімпійських ігор 1976 року, чемпіон світу.

## Кар'єра
Йоахім Меттер народився 2 травня 1948 року в місті Бесков. Почав займатися веслуванням у столичному клубі «Берлін-Грюнау». 
У 1970 році на чемпіонаті світу зумів виграти дві медалі. У парі з Клаусом-Петером Ебелінгом він виграв бронзову нагороду на дистанції 1000 метрів, а також у складі екіпажу-четвірки на цій же дистанції він став другим.  На Олімпійських іграх 1997 року, спортсмен зайняв шосте місце в одиночному турнірі на 1000 метрів. Окрім цього екіпаж-четвірка, в якому також змагався спортсмен, зупинився на стадії півфіналу. 
На чемпіонаті світу 1973 року спортсмен зумів виграти бронзову медаль на дистанції 1000 метрів, у парі з Гербертом Лаабсом. Олімпійські ігри 1976 року стали для спортсмена дуже успішними. На них він виступав у парі з Берндом Ольбріхтом. Спортсменам вдалося виграти золоті медалі на дистанції 500 метрів, а на дистанції 1000 метрів вони стали другими, поступившись лише радянському екіпажу (Сергій Нагорний/Володимир Романовський).
Чемпіонат світу 1977 року став останнім для спортсмена. На ньому він повторив результат останніх Олімпійських ігор, вигравши дистанцію 500 метрів, та ставши срібним призером на дистанції 1000 метрів.
Після завершення кар'єри став працювати тренером, та в період з 2004 по 2009 очолював збірну Німеччини.

## Виступи на Олімпійських іграх
| Олімпіада     | Дисципліна                     | Місце     |
| ------------- | ------------------------------ | --------- |
| Мюнхен 1972   | байдарки-одиночки, 1000 метрів | 6         |
| Мюнхен 1972   | байдарки-четвірки, 1000 метрів | 4 h1 r3/4 |
| Монреаль 1976 | байдарки-двійки, 500 метрів    | 1         |
| Монреаль 1976 | байдарки-двійки, 1000 метрів   | 2         |